# قلادة خريطة العراق

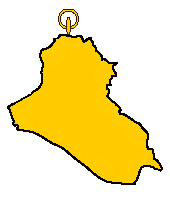
تمثيل لحُلِيّة على شكل خريطة عراقية.

حُلِيّ على شكل خريطة العراق ، عادة يتم ارتداؤها من قبل النساء على شكل قلادة عن طريق اضافتها إلى سلسلة، حصدت على الشعبية كرمز للوحدة العراقية في مواجهة العنف العرقي والطائفي المنتشر في البلاد.

## أصل
تم بيع القلادات المزودة بالحُلِيّ على شكل الخريطة قبل غزو عام 2003 ، لكنها لم تكن شائعة بشكل خاص. لقد اكتسبوا رواجًا بعد ذلك، وخاصة كإعلان ضد التطور اللاحق للعنف الطائفي وزيادة البلقنة الاجتماعية.
وقد ارتدى القلائد بشكل بارز من قبل عدد من صحفيات التلفزيون العراقيات. تبنت العديد من النساء القلادة تكريما لحياة الصحفية أطوار بهجت التي قُتلت عام 2006.

## الممارسات
تباع الحُلِيّ المعلقة عادة بالفضة والذهب، بما يعادل حوالي 15 دولارًا أمريكيًا و 100 دولار أمريكي على التوالي.
كما ارتدى الرجال العراقيون الحُلِيّ على شكل الخريطة كدبابيس طية صدر السترة، وقام البعض بتثبيتها بالزي العسكري.